# Utetheisa elata
Utetheisa elata is een vlinder uit de familie spinneruilen (Erebidae), onderfamilie beervlinders (Arctiinae). De wetenschappelijke naam van de soort is voor het eerst geldig gepubliceerd in 1798 door Fabricius.
Deze nachtvlinder komt voor in tropisch Afrika.